# 한지원 (1992년)

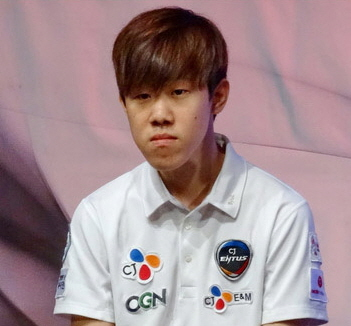

한지원(1992년 8월 7일~)은 대한민국의 전 스타크래프트, 스타크래프트 II 프로게이머이다. ByuL라는 아이디를 사용하며, 종족은 저그이다.

## 개요
2010년 상반기 드래프트에서 하이트 스파키즈의 3차 지명으로 입단하였다. 이전에 KT 롤스터 소속으로 드림리그에 출전한 경력이 있다.
2010년 10월 하이트 스파키즈가 CJ 엔투스에 흡수 합병되면서 하이트 엔투스 소속이 되었다.
2010년 12월 삼성 갤럭시로 이적하였다.
2012년 3월 스타크래프트 II 프로게이머로 전향하여 Fnatic에 입단했다.
2012년 12월 LG-IM으로 이적했다.
2014년 7월 31일 CJ 엔투스 이적을 발표했다.
2016년 10월 CJ 엔투스의 스타크래프트 II 종목 팀 해체로 무소속 신분이 되었다.
2018년 6월 21일 프로게이머 은퇴를 하였다.
2021년 9월 9일 프랩 E스포츠로 복귀하였다.

## 수상 경력
스타크래프트 II : 프리미어 개인리그 준우승 4회

### 스타크래프트
- 2009년 7월 제49회 스타크래프트 준프로게이머 선발전 입상

### 스타크래프트 II
- 2013년 핫식스 2012 글로벌 스타크래프트 II 리그 시즌 5 Code A 32강
- 2013년 핫식스 2013 글로벌 스타크래프트 II 리그 시즌 1 Code S 32강
- 2013년 핫식스 2013 글로벌 스타크래프트 II 리그 시즌 1 Code A 48강
- 2013년 2013 WCS Korea Season 1 챌린저리그 48강
- 2013년 2013 WCS 아메리카 시즌 2 챌린저리그 8강
- 2013년 2013 WCS 아메리카 시즌 3 프리미어리그 준우승 (vs최성훈 1:4)(2013 WCS 시즌 3 파이널 진출)
- 2013년 2013 WCS 시즌 3 파이널 8강
- 2014년 2014 WCS 아메리카 시즌 1 프리미어리그 32강
- 2014년 2014 WCS 코리아 시즌 2 핫식스 글로벌 스타크래프트 II 리그 코드 S 32강
- 2014년 2014 WCS 코리아 시즌 3 핫식스 글로벌 스타크래프트 II 리그 코드 A 48강
- 2014년 The Big One 3위
- 2014년 2014 KeSPA컵 16강
- 2014년 2015 스타크래프트 II 스타리그 시즌 1 챌린지 32강
- 2015년 SK텔레콤 스타크래프트 II 프로리그 2015 2라운드 결승전 MVP
- 2015년 SK텔레콤 스타크래프트 II 프로리그 2015 2라운드 MVP
- 2015년 GiGA 인터넷 2015 KeSPA컵 시즌1 4강
- 2015년 스베누 스타크래프트 II 스타리그 2015 시즌 2 8강
- 2015년 2015 스베누 글로벌 스타크래프트 II 리그 시즌 2 코드 S 준우승 (vs정윤종 1:4)
- 2015년 롯데홈쇼핑 2015 KeSPA컵 시즌2 8강
- 2015년 스베누 스타크래프트 II 스타리그 2015 시즌 3 준우승 (vs김준호 2:4)
- 2015년 2015 핫식스 글로벌 스타크래프트 II 리그 시즌 3 코드 S 준우승 (vs이신형 2:4)
- 2015년 2015 WCS 글로벌 파이널 16강
- 2015년 2016 핫식스 글로벌 스타크래프트 II 리그 프리시즌 1주차 4강
- 2016년 2016 핫식스 글로벌 스타크래프트 II 리그 시즌 1 코드 A 60강
- 2016년 스타크래프트 II 스타리그 2016 시즌 1 12강
- 2016년 2016 핫식스 글로벌 스타크래프트 II 리그 시즌 2 코드 S 16강
- 2016년 IEM Season XI - Gyeonggi 4강
- 2017년 2017 핫식스 글로벌 스타크래프트 II 리그 시즌 1 코드 S 16강
- 2017년 2017 VSL Season 1 8강
- 2017년 GSL Super Tournament 시즌 1 4강
- 2017년 2017 핫식스 글로벌 스타크래프트 II 리그 시즌 2 코드 S 16강
- 2018년 2018 글로벌 스타크래프트 II 리그 시즌 1 코드 S 32강
- 2018년 2018 글로벌 스타크래프트 II 리그 시즌 2 코드 S 32강